# Cerepanov

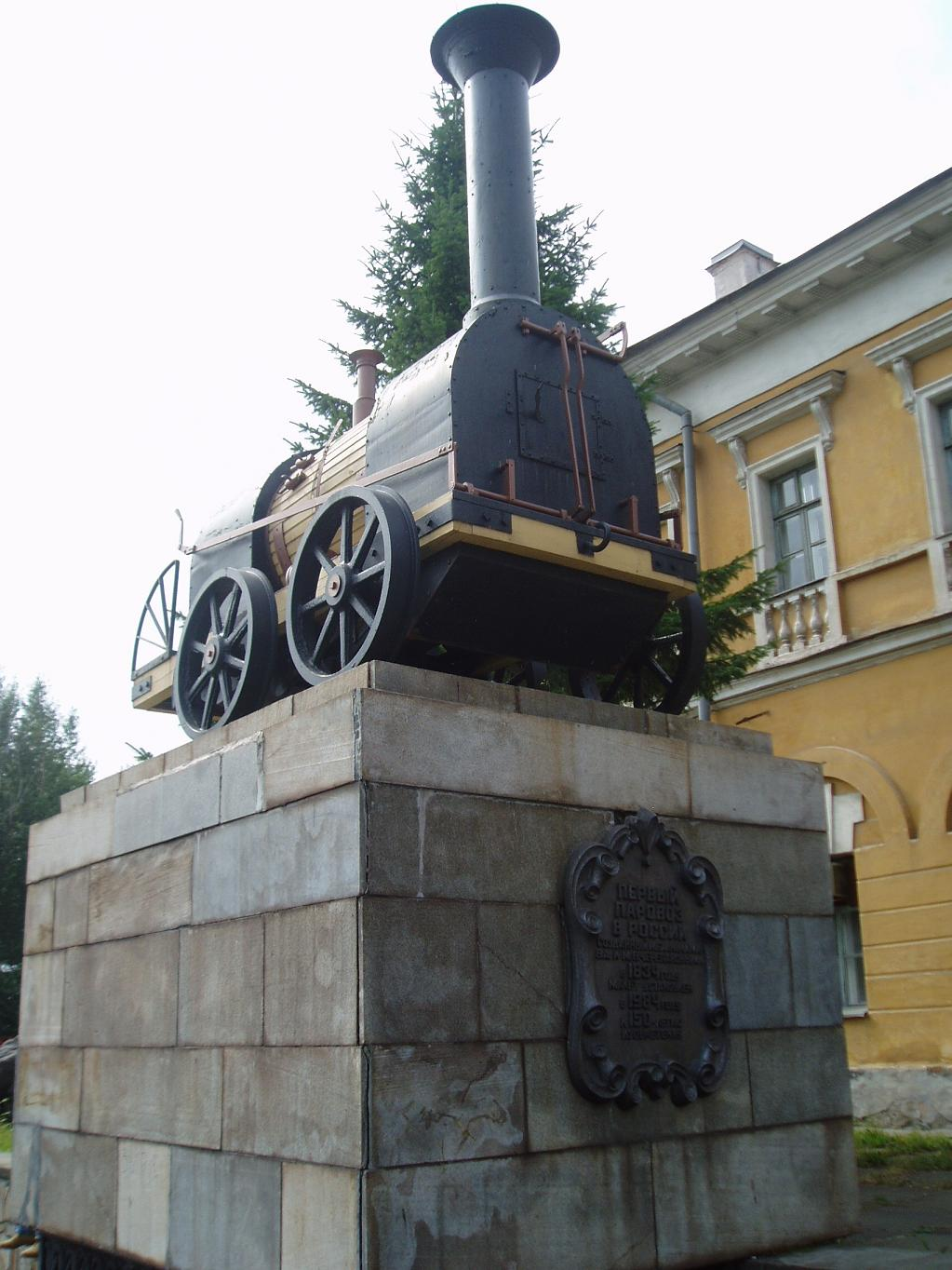
Cerepanov locomotivă, Nijni Tagil

Efim Alexeevici Cerepanov (1774–1842) și Miron Efimovoci Cerepanov (1803–1849), sunt  doi inventatori și ingineri ruși, tată și fiu. Ei au fosat iobagi ai familiei Demidov – o familei faimoasă prin bogăția ei, a doua după a țarului, mari proprietari de fabrici. 
În primul deceniu al secolului al XIX-lea, Efim Cerepanov a construit o fabrică modernă de construcții de mașini, echipată cu o gamă completă de mașini de prelucrare prin așchiere. Din 1822 până la moarte, Efim a fost inginerul șef al tuturor fabricilor din Nijni Tagil. Fiul lui, Miron, a fost ucenicul lui Efim și, din 1819, a fost numit inginer șef adjunct, iar din 1842, a luat locul tatălui său. 
Cei doi Cerepanov  au îmbunătățit în mod semnificativ utilajele folosite la alimentarea cu aer a furnalelor sau a celor folosite în minele de aur, în uzinele prelucrătoare de fier și cupru, în fabricile de cherestea și în mori. Dar cele mai importante contribuții la dezvoltarea industriei și tehnicii rusești au fost motoarele cu aburi concepute de cei doi, pe care le-au încercat cu consecventă să le producă la scară industrială. Din 1820, Cerepanov tatăl și fiul au construit cam 20 de motoare cu aburi, cu puteri de la 2 la 60 CP. În 1833-34 ei au construit prima locomotivă cu aburi rusească, iar, în 1835, pe cea de-a doua, care era mult mai puternică. Sub îndrumarea lor a fost construită și o cale ferată de la fabricile pe care le conduceau până la o mină de cupru. În ciuda performanțelor și a fucționabilității locomotivelor concepute de ei, invențiile celor doi Cerepanov nu au primit sprijinul material corespunzător pentru dezvoltarea producției, și, până în cele din urmă, locomotivele lor cu aburi au fost înlocuite cu vagoane trase de cai. 